# Marcello de Nardus
Marcello de Nardus, (nacido el 13 de julio de 1922 en Venecia, Italia y fallecido el 20 de junio de 2011 en Padova) fue un jugador de baloncesto italiano. Fue medalla de plata con Italia en el Eurobasket de Suiza 1946.

## Palmarés
- LEGA: 2

Reyer Venezia: 1941-1942, 1942-1943
- Datos: Q3845572